# Homps (Aude)
Homps é uma comuna francesa na região administrativa de Occitânia, no departamento de Aude. Estende-se por uma área de 3,06 km². Em 2010 a comuna tinha 607 habitantes (densidade: 198,4 hab./km²).